# Ratchet & Clank
Ratchet & Clank é uma série de jogos eletrônicos de plataforma criada e desenvolvida pela Insomniac Games e publicada pela Sony Interactive Entertainment para os vários consoles PlayStation. Um filme animado produzido pela Rainmaker Entertainment e pela Blockade Entertainment, distribuído pela Focus Features e Gramercy Pictures foi lançado em Abril de 2016.
Os jogos têm lugar num ambiente de ficção científica, e seguem as aventuras de Ratchet (um mecânico com a aparência de um felino, conhecidos como Lombax) e Clank (um pequeno robot senciente) à medida que eles viajam pelo universo, salvando-o normalmente de forças malignas. A série é particularmente conhecida pelo seu humor e pela inclusão de armas e engenhos topos de gama, exóticos e únicos, um conceito que a Insomniac Games expandiu para outros jogos.

## Jogos

### Série original

#### Ratchet & Clank
Ratchet & Clank foi lançado em 4 de novembro de 2002 na América do Norte e na Europa. No
jogo o Presidente Drek tem planos de levar pedaços de outros planetas em toda a galáxia Solana e criar um novo planeta para o seu povo, o Blarg cujo planeta tornou-se poluído e inabitável.  Para além dos dois protagonistas, o jogo também introduz Captain Qwark, que aparece nos jogo seguintes da série. O jogo introduziu muitas das características, tais como a recolha item, armas e gadgets, etc que se tornaram os grampos da série nos jogos seguintes.
Ratchet & Clank foi o primeiro ocidental a ser incluído junto com o PlayStation 2 no Japão, mas houve algumas mudanças feitas para torná-lo mais popular. Ratchet tem olhos de estilo anime, e foi dado a ele grande sobrancelhas.

#### Ratchet & Clank: Going Commando
Ratchet & Clank: Going Commando (com o nome de Ratchet & Clank 2: Locked & Loaded no Reino Unido, Europa, Austrália e Nova Zelândia), foi lançado em 11 de novembro de 2003 na América do Norte para o PlayStation 2. Houve muitas melhorias em relação ao primeiro jogo, em que as armas, e também a nave espacial de Ratchet da nave, podem ser modificadas. Going Commando também introduziu a jogabilidade  strafing. O jogo acontece em uma definição diferente do que o primeiro jogo, desta vez na Bogon Galaxy. Em Going Commando Ratchet concorre nas corridas de hoverbike e enfrenta batalhas espaciais em sua nave. A história neste capítulo tem a Megacorp patrão Abercrombie Fizzwidget tentando fazer a sua invenção, o "protopet", famosa galáxia-wide. Ratchet da personalidade é radicalmente diferente em Going Commando, uma vez que muitas pessoas queixaram-se a sua atitude no primeiro jogo.

#### Ratchet & Clank: Up your Arsenal
Ratchet & Clank: Up your Arsenal ( chamado de Ratchet & Clank 3 no Reino Unido e na Europa) foi lançado em 2 de novembro de 2004 na América do Norte para o PlayStation 2. O jogo possui muitas melhoras em relação ao Going Commando, adicionando mais armas e modos, o sistema de Upgrade foi modificado de modo em que as armas de atualizem quatro vezes através de seu primeiro playthrough. As armas neste jogo inspirara mais imaginação para o jogador proporcionando muitas maneiras de vencer os inimigos. O grande número de segredos durante todo o jogo, tal como os troféus escondidos, parafusos de titânio, e mais, acrescenta emoção ao jogo. Em Up Yor Arsenal, Ratchet e Clank impedem o plano de Dr. Nefarious de transformar toda a população de Solana Galaxy em robôs. Com a ajuda de Captain Qwark e equipe Q-Force, que batalha contra as forças do Dr. Nefarious. Up your Arsenal é também o primeiro jogo da série para oferecer multiplayer online e o modo competitivo.

#### Ratchet: Deadlocked
Ratchet: Deadlocked ( com o nome  Ratchet: Gladiator na Europa e na Austrália), foi lançado em 25 de outubro de 2005 na América do Norte para o PlayStation 2. Deadlocked é um jogo um pouco diferente em relação aos anteriores, através da redução de elementos de plataforma e a incisão sobre os aspectos de tiroteio. Cheats comedic tornaram-se menos e mais cinematográfica, incluindo a previsão do tempo e opções de cores. Em Deadlocked, Ratchet, Clank e Al são capturados e forçados a competir em um perigoso Reality show chamado "Deadzone", gerido pela mídia do mafioso Gleeman Vox.  Pela primeira vez na série, Clank não é uma personagem jogável nem acompanha Ratchet em qualquer um dos níveis.  Ratchet deve enfrentar os inimigos, armadilhas e os Exterminadores do Deadzone incluindo o pentacampeão Ace Hardlight, que tem vivido de matar os outros heróis no Deadzone. Deadlocked possui jogabilidade online e de um modo cooperativo. Este título pode não contar como um jogo na série devido ao Clank não ser jogável e ao jogo focalizar apenas o Ratchet.

#### Ratchet & Clank: Size Matters
Ratchet e Clank: Size Matters foi lançado em 19 de fevereiro de 2007 na América do Norte para o PlayStation Portable.  O desenvolvimento do jogo foi realizado pela High Impact Games, composta, em parte, pelos ex-empregados da Insomniac Games.  Enquanto estavam de férias, o descanso de Ratchet e Clank foi subitamente encurtado, ao serem atraídos para uma busca misteriosa. Seguindo o rasto de uma menina raptada, o duo intrépido redescobre uma raça esquecida de inventores geniais, conhecida como os Tecnomitas.
Eles logo descobrem um terreno mais perigoso do que se poderia ter imaginado. Neste jogo, Ratchet e Clank utilizaram uma nova variedade de armas que possa parecer familiar para aqueles que possui nos jogos anteriores. Os pontos de habilidade e o sistema de atualização estão presentes no jogo. O jogo também foi lançado para o PlayStation 2 em 11 de março de 2008.

### SérieFuture

#### Ratchet & Clank Future: Tools of Destruction
Ratchet & Clank Future: Tools of Destruction(também conhecida como TOD), foi desenvolvido pela Insomniac Games, e foi lançado em 23 de outubro de 2007 para o PlayStation 3. Na Conferência de Jogos de 2006, os desenvolvedores, fizeram uma demostração de Ratchet & Clank do que foi mostrado para o PlayStation 3, como um passeio ao redor do planeta em Metropolis. Nesta, o príncipe da coroa Cragmites conhecido como Imperador Tachyon, que procura Ratchet, que é o último Lombax na galáxia. Tools of Destruction possui características novas armas e gadgets, bem como a melhoria de todos os novos recursos visuais e jogabilidade acessórios.

#### Ratchet & Clank Future: Quest for Booty
Ratchet & Clank Future: Quest for Booty é um jogo curto desenvolvido pela Insomniac Games e foi lançado em 21 de agosto de 2008 para o PlayStation 3 e na PlayStation Network. E também na Europa e na Ásia que mais tarde foi lançado em Blu-Ray.
Continuando onde Tools of Destruction parou, o jogo se concentra em Ratchet and Talwyn (quem ajudou Ratchet e Clank em busca do Dimensionador) na busca do Clank. Após uma série de encontros com os piratas, eles finalmente conseguem ativar um dispositivo chamado Obsidian Eye que permite a comunicação com o Zoni. Infelizmente, o microscópio de grandes dimensões não pode ser ativados sem a utilização do buraco negro ou o chamado a Fulcrum Star. Ratchet mais tarde, ativa o Fulcrum Star, e descobre o destino de Clank: o Zoni estava em outra galáxia, onde ele estava funcionando corretamente. O Zoni revelou que eles contrataram um médico para reparar Clank, Dr. Nefarious, o vilão de Up Your Arsenal. Ratchet sai para ajudar Clank, e a história termina com Rusty Pete narrando ao chefe da escória, que sobreviveu à destruição de Darkwater (desde o jogo anterior).

#### Ratchet & Clank Future: A Crack in Time
No final dos créditos de Quest for Booty, uma mensagem de leitura é mostrada: "A Quest continua outono de 2009". Isto indicou a data de lançamento prevista para o próximo capítulo da série. Dr. Nefarious retorna como um antagonista (primário ou não), e que o jogo vai mais a fundo sobre o que aconteceu com o Lombaxes.
Em A Crack in Time, Ratchet encontra outro Lombax, Azimute, que é o melhor amigo de seu pai. Foi então dito que o nome do Pai de Ratchet era Kaden, e que ele se assemelha muito a Ratchet. Juntos, eles se unem para encontrar Clank. Entretanto, foi descoberto um grande segredo sobre o destino de Clank, como goleiro do grande relógio e seu pai, Orvus. Embora a busca de Clank, Azimute revelou que ele tem uma maneira de recuperar os Lombaxes sem construir outro Dimensionador, ele também revela que ele não está com os Lombaxes porque ele é o único que permitiu o acesso à tecnologia Tachyon, que derrotou o Lombaxes. Em seguida, levou a culpa por matar os pais de Ratchet. Mais tarde, Azimute e Ratchet encontram outro Obsidian Eye que Ratchet utiliza para falar com Clank.  Clank revela a Ratchet que o criador do relógio é o grande Orvus, que também é pai de Clank. Clank pede que Ratchet ir para Zanifar e confrontar Dr. Nefarious para salvar Orvus. Mas para isso ele tem que viajar no tempo por dois anos, que é possível pelo encarregado júnior do grande relógio, Sigmund, criando uma fenda de tempo para Ratchet viajar. Passado um certo tempo, Ratchet infiltra-se na base Nefarious para encontrar Orvus, que estava prestes a ser morto por Nefarious. As últimas palavras de Orvus foram "o tempo é um dom e não deve ser violado", e que Clank é o único que será capaz de voltar no tempo. Passado um certo tempo, Clank convence de que Ratchet e Azimute não podem usar o relógio para mudar o que aconteceu com o Lombaxes. Mais tarde, depois de derrotar o Nefarious e explodir sua nave em sua estação espacial, Azimute salva Ratchet e leva-o até o grande relógio. Depois de Ratchet e o general chegarem, Ratchet revela a Azimute que ele não vai usar o relógio. Azimute começa a atacar Ratchet, que o leva para a batalha final contra o Azimute.
Depois de Ratchet derrotar Azimute, Ratchet convence Azimute que o que tinha feito era errado. Azimute, em seguida, guarda o Grande Relógio do universo, mas custou-lhe a vida ao fazê-lo. Ratchet despede-se de Clank, dizendo-lhe para "cuidar de si mesmo". Clank, no entanto, percebe que depois de encontrar sua própria família, ele não pode abandonar Ratchet enquanto ele procura a dele. Sigmund passa a ser Porteiro Sénior, deixando os dois a subir para as estrelas para mais uma aventura.

#### Ratchet & Clank: Into The Nexus
A Insomniac anunciou que o último jogo da série "Future" será Ratchet & Clank: Into The Nexus (Ratchet & Clank: Nexus na Europa), disponível para a PlayStation 3 no final de 2013.

### Spin-off's

#### Secret Agent Clank
Foi anunciado na Tokyo Game Show 2007, Secret Agent Clank foi novamente desenvolvido pela High Impact Games para o PlayStation Portable para introdução em 2008. O jogo centra-se mais em Clank como o personagem jogável, devido a Ratchet ser injustamente preso por motivos sugerido a partir dos jogos anteriores. Clank precisou salva-lo. Enquanto Clank pode usar artes marciais acção para se defender, não há a necessidade de utilizar stealth, por vezes, para avançar no jogo. Mas o jogo é um spin-off e não faz parte da série Ratchet & Clank.

### Móvel
Ratchet & Clank: Going Mobile é o primeiro jogo da série para telefones móveis. Ratchet e Clank estão aprisionados dentro de McGuFFin e têm de arranjar maneira de sair. Ratchet & Clank: Before the Nexus é um jogo de corrida infinito ("endless-running") para promover Ratchet & Clank: Into the Nexus. Foi lançado em Dezembro de 2013 para iOS e Android.

## Enredo
A história de Ratchet & Clank ocorrem em um cenário de ficção científica, onde existem muitos planetas habitados e as regras normais que relativamente não são aplicadas. Existem  diversas espécies biológicas e robótica que povoam estes planetas, alguns que vão desde altamente desenvolvidos para aquelas metrópoles preenchido com primordial.
Os jogos da série foca Ratchet, um Lombax que mora no planeta Veldin, que é um mecânico e sempre leva consigo uma grande chave. A história da começa quando Ratchet, encontra Clank , um pequeno robô que tinha fugido e desembarcado em Veldin por causa de informações sigilosas que ele tinha. Os dois tornam-se parceiros nos seus esforços para pôr fim à destruição de Veldin, e posteriormente, para pôr fim às outras forças mal que significa trazer danos para as galáxias. Através de suas viagens, eles são ajudados e por vezes dificultada pela assistência de Captain Qwark, um héroi de celebridade que demonstrou ser uma fraude em toda a série.

### Lombaxes
Lombax é uma espécie ficticia da série, embora tal tenha estabelecido em Ratchet & Clank Future: Tools of Destruction, Ratchet é o único sobrevivente da raça Lombax no universo, além Angela visto no curso do comando. Os Lombaxes são cobertos completamente com pelos amarelados, pele aveludada, laranja com listras de baixo para cima em grande parte do corpo. Eles são bipodal mas as suas características faciais são semelhantes aos de um gato doméstico. Os Lombaxes têm grandes pés triangulares com três garras em cada pé, bem como mãos grandes com quatro dedos e um polegar, semelhante a um ser humano. Eles também têm uma cauda amarela semelhante a de um leão. Isso os torna diferente da maioria das outras espécies no universo de Ratchet & Clank, como a raça Blarg, que tradicionalmente têm dois dedos e um polegar em cada mão e pés e sem cauda. Baseado dentro da história de Tools of Destruction, a espécie tem uma afinidade instintiva para gadgetry e máquinas.
Insomniac passou no registro indicando que Sasha e os Presidentes da Galaxia (de Up Your Arsenal), não são Lombaxes, mas são uma espécie conhecida como Cazares. Os Cazares são altos, bípedes, criaturas semelhantes a uma raposa como pêlos castanhos, orelhas e narizes. Eles, porém, têm o mesmo número de dedos e polegares como os Lombaxes. É desconhecido se os pés também são semelhantes. Os Lombaxes são conhecidos como inimigos dos Cragmites. Os Cragmites são pequenas criaturas que têm uma enorme voz alta e arrojada. O Imperador Tackyon é o último sobrevivente Cragmite e principal chefão em Ratchet & Clank Future: Tools of Destruction.

## Outros produtos

### Mangá
Uma mangá de Ratchet & Clank chamado Ratchet & Clank: Bang Bang Bang! Critical Danger of the Galaxy Legend  Galaxy Legend (ラチェット&クランク-ガガガ!銀河のがけっぷち伝説, Ratchet & Clank - Gagaga! Ginga no Gakeppuchi Densetsu) Foi serializada no início em fevereiro de 2004 da associação Bi-monthly edição da revista japonêsa, CoroCoro Comic.  É estabelecida a Shinbo Nomura, e recentemente terminou em fevereiro de 2008 a edição da revista.
O primeiro volume contém os primeiros 12 capítulos que foi lançado em 28 de novembro de 2005.  Recentemente, foi anunciada uma coleção.  A data de lançamento do conjunto da coleção foi em março de 2008. O manga estava apenas disponível no Japão.